# Tomasz Zakrzewski
Tomasz Zakrzewski (7 février 1975 à Mikołajki) est un skipper polonais, et pilote de char à glace, de catégorie Classe DN. Il est champion du monde de char à glace en 2012. 

## Palmarès

### Championnats du monde de char à glace
- Médaille d'or en 2012[1], lac Hjaelmaren, aux États-Unis
- 6e place en 2009, lac Torch Lake, aux États-Unis
- 6e place en 2008, lac Lipno, en République tchèque

### Championnats d'Europe de char à glace
- 4e place en 2009, à Saint-Pétersbourg, en Russie
- 7e place en 2008, en République tchèque
- 5e place en 2007, en Estonie

### Championnats de Pologne de char à glace
- Médaille d'or en 2009, lac Święcajty
- Médaille de bronze en 2008, lac Siemianowskie